# Sternocera hildebrandti
El escarabajo joya rojo (Sternocera hildebrandti) es una especie de escarabajo del género Sternocera, familia Buprestidae. Fue descrita científicamente por Harold en 1878.

## Distribución
Esta especie se puede encontrar en África Oriental desde Etiopía hasta el sur de Tanzania, por ejemplo en los árboles de akazia.